# Алемдар
Алемдар (тур. alemdar — «знаменосец»; от араб. علم — «знамя, флаг»‎) — должностное лицо, на которого была возложена обязанность нести священное знамя пророка Мухаммеда, хранящееся в стамбульском дворце.
Лицо, ответственное за флаг и знамёна султана, называлось «мир-и-алем» (тур. mir-i alem).
Существуют также др. термины, означающие турецкого знаменосца — pişdar, sancaktar, bayraktar — то есть военнослужащего, несущего флаг какого-либо подразделения османского войска.